# AS-201
AS-201 (někdy také SA-201) byla mise programu Apollo a zároveň první let nové nosné rakety Saturn IB. Úkolem bylo otestovat systémy rakety a kosmické lodi Apollo. Start se konal 26. února 1966 na startovacím komplexu 34 na Cape Canaveral. Let probíhal po suborbitální balistické dráze a trval 37 minut a 19 sekund. Po vyzvednutí byl velitelský modul převezen na White Sands Missile Range k dalším testům.

## Cíle

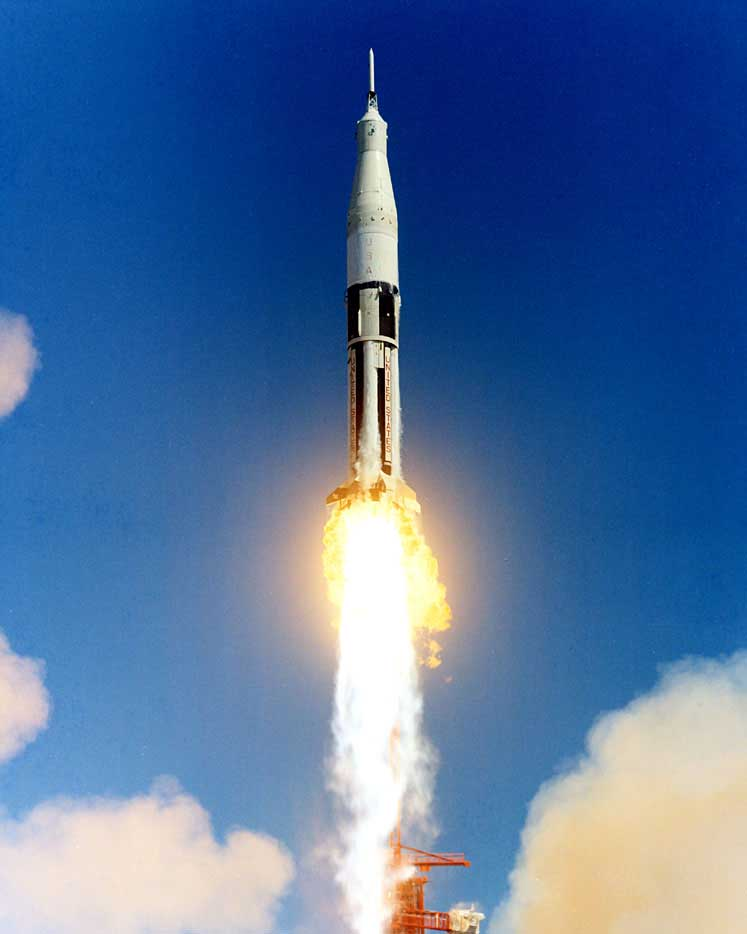
Start mise AS-201

Cílem bylo otestovat raketu Saturn IB a zároveň velitelský a servisní modul kosmické lodi Apollo. Loď Apollo měla sériové číslo CSM-009 a jednalo se o první produkční exemplář řady Block I. Předchozí lodi byly pouze makety a modely. Tato verze však postrádala spojovací uzel pro lunární modul, ten byl přidán později.

## Přípravy před startem
První stupeň S-IB byl na Cape Canaveral převezen lodí Promise 14. srpna 1965. Druhý stupeň drazil 18. září, přístrojová sekce 22. října, velitelský modul 25. října a servisní modul 27. října. První stupeň byl vztyčen na startovací rampě nedlouho pro příjezdu a 1. října byl vyzvednut a připojen druhý stupeň. Přístrojová sekce byla připojena 25. října a loď Apollo byla připojena 26. prosince. Při pozemních testech se vyskytla obdoba problému roku 2000. Počítač byl v chodu dlouhou dobu, nezvládl přechod mezi 00:00 a 00:01 a spadl. V lednu a únoru 1966 probíhaly pozemní testy. I přes přetrvávající problémy s počítači se vše podařilo stihnout, 23. února byl natankován servisní modul a raketa byla připravena ke startu.
Start se měl uskutečnit 25. února, ale při odpočítávání klesl tlak v jedné z nárží na kaplný vodík a palubní počítač startovní sekvenci přerušil pouhé čtyři sekundy před startem. Závada byla rychle opravena, ale kvůli zpoždění již minulo startovací okno.

## Průběh letu
26. února se již vše obešlo bez problémů a raketa odstartovala v 16:12:01 UTC. První stupeň vystoupal do výšky 57 kilometrů, kde byl odhozen. Poté byl zažehnut motor J-2 druhého stupně, který vynesl loď Apollo do výšky 425 km a také byl odhozen. Loď setrvačností vystoupala do apogea ve výšce 488 kilometrů a začala klesat. Pro zvýšení rychlosti vstupu do atmosféry byl zažehnut motor AJ-10 servisního modulu. Konečná rychlost vstupu byla 8300 m/s. Motor servisního modulu byl zažehnut celkem dvakrát, poprvé na 184 sekund a podruhé na 10 sekund. Tím byla ověřena schopnost jeho restartu ve vesmíru. Velitelský modul dopadl do moře 37 minut po startu a o dvě hodiny později byl vyzdvižen na palubu letadlové lodi třídy Essex USS Boxer.
Během letu došlo k několika poruchám lodi Apollo. Servisní modul nepracoval správně a bylo zjištěno porušení vedení okysličovadla (oxid dusičitý - N2O4), které se smíchalo s heliem pro dotlakování nádrží. Další problém nastal ve velitelském modulu, kdy došlo ke zkratu a ztrátě kontroly během návratu do atmosféry. Všechny problémy byly vyřešeny a již se neopakovaly.